# Skjoldhoved
Skjoldhovedet er i heraldikken dels den øverste del af et våbenskjold, dels en heraldisk figur, der dækker dette område. Der er uenighed om hvor meget af skjoldet, der omfattes af skjoldhovedet, men almindeligvis regner man med mellem en fjerdedel og en tredjedel af skjoldet. Hvis der er andre figurer på skjoldhovedet, tegnes det ofte større, så der er plads til figurerne.
Skjoldhovedet regnes til heroldsbillederne, sammen med andre geometriske figurer som bjælken, skråbjælken, pælen og sparren.

## Variationer af skjoldhovedet
Skjoldhovedet kan belægges med figurer og kan inddeles med heraldiske snit. Også skjoldhovedets underkant kan udføres med et sådant snit. Hvis skjoldet har en bort (eller kant), vil skjoldhovedet typisk ligge hen over denne, så der ikke er en bort foroven.
- Skjoldhoved og pæl.
- Skjoldhoved med to ibskaller.
- Et skjoldhoved forneden savtakket.
- Et skjoldhoved forneden bølget.
- Skjoldhovedet lodret delt.

I sjældne tilfælde benyttes skjoldhovedet som en brisure for at skelne mellem forskellige familiemedlemmer eller grene af en familie, men mere almindeligt er det at et skjoldhoved benyttes som augmentation – enten som belønning eller for at vise loyalitet.
- Paris' byvåben har de franske liljer i skjoldhovedet
- Camillo Borgheses våben har et skjoldhoved med den napoleonske ørn
- Pave Paul 5. var også af Borghese-familien; i familievåbenet ses en capo dell'impero for at vise tilhørsforholdet til ghibellinerne (de kejsertro, derfor et skjoldhoved med den tyske ørn
- Pave Johannes 23. var patriark i Venedig før han blev pave; derfor markusløven